# Bramka (Dolina Sąspowska)
Bramka – skała w orograficznie lewych zboczach Doliny Sąspowskiej w Ojcowskim Parku Narodowym. Znajduje się w lesie na wysokości około 385 m n.p.m., około 37 m nad trawiastym dnem doliny. Na lewych zboczach Doliny Sąspowskiej na odcinku około 600 m powyżej ścieżki zielono znakowanego szlaku turystycznego wiodącego od dna Doliny Sąspowskiej do parkingu na Złotej Górze jest siedem większych skał. W kierunku od tej ścieżki w górę doliny kolejno są to: Czubatka, Krzyżówka, Bramka, Wrota, Oborzysko, Iłowa, Wykotna. Zbudowane są z późnojurajskich wapieni. Z żółto znakowanego szlaku turystycznego wiodącego dnem Doliny Sąspowskiej są w sezonie wegetacyjnym niewidoczne, gdyż przesłania je zwarty las liściasty. Stają się częściowo widoczne po zrzuceniu liści przez drzewa. 
Bramka znajduje się w obrębie wsi Ojców w województwie małopolskim, w powiecie krakowskim, w gminie Skała.